# Reptile (filme)
Reptile (bra: Camaleões; prt: Réptil) é um filme estadunidense de 2023, do gênero suspense policial criminal, dirigido por Grant Singer, e estrelado por Benicio del Toro, Justin Timberlake e Alicia Silverstone. Com um roteiro que Singer coescreveu ao lado de Benjamin Brewer e del Toro, a trama retrata a história de um detetive durão que começa a investigar o brutal assassinato de uma corretora de imóveis.
"Reptile" estreou no Festival Internacional de Cinema de Toronto em 7 de setembro de 2023. Nos Estados Unidos, o filme foi distribuído nos cinemas com um lançamento limitado em 22 de setembro de 2023. A produção foi lançada mundialmente em 29 de setembro de 2023, na Netflix.

## Enredo
O corretor de imóveis Will Grady (Justin Timberlake) encontra sua namorada e parceira de negócios, Summer Elswick (Matilda Lutz), brutalmente assassinada em uma casa rural no Maine, que eles estavam mostrando para venda. Os detetives Tom Nichols (Benicio del Toro) e Dan Cleary (Ato Essandoh) são designados para investigar o caso e interrogam Will, que revela seu desejo de se casar com Summer, mas estava impedido devido ao fato de ela ainda ser legalmente casada com Sam Gifford (Karl Glusman). Filmagens de segurança próximas mostram um carro escuro suspeito com uma calota faltando. Inicialmente, Dan identifica o veículo como um Buick LeSabre 1990, mas a esposa de Tom, Judy Nichols (Alicia Silverstone), corrige a identificação para um Chrysler Imperial.
Após o funeral de Summer, Will revela a Tom que Eli Phillips (Michael Carmen Pitt), que recentemente tentou invadir a casa de sua mãe, tem um histórico de vingança contra sua família. Will explica que, quando seu pai administrava a empresa imobiliária da família, eles eles compraram à força a fazenda do pai de Eli, o que levou-o ao suicídio. Eli culpa a família de Will por isso e, ao ser questionado pelos detetives, acusa Will de assassinar Summer. Além disso, Eli já havia pesquisado sobre Tom, mencionando um escândalo de corrupção envolvendo seu ex-parceiro em uma delegacia da Filadélfia.
A análise de DNA do sêmen encontrado no corpo de Summer confirma que ele pertence a Sam Gifford, corroborando a informação de Renée (Sky Ferreira), a melhor amiga de Summer, de que eles ainda mantinham relações sexuais. Tom, com um mandado em mãos, retorna à casa do marido da vítima. Ao tentar fugir, Sam agarra a arma de Dan e é fatalmente baleado por Tom. A busca na residência dele revela 13 quilos de heroína.
Sam é então declarado o assassino de Summer, mas Tom hesita em encerrar o caso. Durante a noite, Eli vai até sua casa e entrega um flash drive contendo provas de que Summer estava envolvida em um esquema de lavagem de dinheiro de substâncias ilícitas operado pelos Gradys. O esquema envolvia plantar drogas em propriedades para que fossem apreendidas por meio de confiscação de bens civis. Os Gradys, através de uma empresa fictícia chamada White Fish, compravam essas propriedades a preços baixos. Summer foi assassinada para evitar que ela denunciasse o esquema à DEA.
As evidências revelam que o policial Wally Finn (Domenick Lombardozzi) está por trás da White Fish, já que ele também dirige uma empresa de segurança privada chamada Active Duty Consulting, que utiliza o mesmo endereço de caixa postal. Will vai até a casa de Eli exigindo a devolução do flash drive, mas outra pessoa também decide aparecer. Mais tarde, Tom chega à casa de Eli e encontra o local sem ninguém, com a cozinha limpa e uma garrafa de cloro vazia deixada para trás.
Tom vai à festa de aniversário do Capitão Robert Allen (Eric Bogosian), seu superior e tio de Judy. Ele tenta informar Allen sobre o envolvimento de Wally no assassinato de Summer e no esquema de lavagem de dinheiro, mas é interrompido. Mais tarde, na festa, Tom encontra um Chrysler Imperial com uma nova pintura na garagem de Allen. Quando Allen encontra Tom, ele instrui-o a abandonar o caso.
Temendo por sua segurança, Tom volta para casa com Judy, explica a situação a ela e decide que devem deixar a vizinhança naquela noite. Allen liga e pede que Tom vá à sua casa no dia seguinte para esclarecer os acontecimentos. Tom concorda, entrega o flash drive ao chefe de polícia Marty Graeber (Mike Pniewski) e vai com ele até a casa de Allen. 
Ao chegar à casa de Allen, Marty se afasta para ir ao banheiro. Allen então implora para que Tom vá embora para salvar sua vida, antes de subir para o andar de cima, onde é fatalmente baleado por uma pessoa não identificada. Tom enfrenta Marty no banheiro, que estava envolvido no esquema. Marty tenta pegar sua arma, mas Tom atira e o mata. Em seguida, Tom atira em Wally, que estava no andar de cima e foi responsável pelo assassinato de Allen, e o imobiliza.
Com todas as descobertas, o FBI prende Will enquanto ele joga golfe.

## Elenco
- Benicio del Toro como Tom Nichols
- Justin Timberlake como Will Grady
- Alicia Silverstone como Judy Nichols
- Michael Carmen Pitt como Eli Phillips
- Ato Essandoh como Dan Cleary
- Domenick Lombardozzi como Wally Finn
- Karl Glusman como Sam Gifford,
- Matilda Lutz como Summer Elswick
- Mike Pniewski como Chefe Marty Graeber
- Thad Luckinbill como Peter
- Sky Ferreira como Renée
- Owen Teague como Rudy Rackozy
- Frances Fisher como Camille Grady
- Eric Bogosian como Capitão Robert Allen
- Catherine Dyer como Deena Allen
- Michael Beasley como Victor
- James Devoti como Bennett Rosoff
- Amy Parrish como Valerie Mark
- Matt Medrano como Lazaro
- John Capone como Paul

## Produção

### Desenvolvimento
Em 26 de agosto de 2021, a Netflix começou a produzir o roteiro do suspense criminal com o diretor de videoclipes Grant Singer, que estrearia na direção de um longa-metragem. Molly Smith, Trent e Thad Luckinbill serviram como os produtores do filme. Em 14 de outubro de 2021, Singer e Brewer foram creditados como coescritores.

### Escolha de elenco
Junto com o anúncio em 26 de agosto de 2021, Benicio del Toro e Justin Timberlake foram escalados para o elenco principal. Em 30 de setembro de 2021, Alicia Silverstone, Michael Carmen Pitt, Ato Essandoh, Frances Fisher, Eric Bogosian, Domenick Lombardozzi, Karl Glusman, Matilda Lutz, Owen Teague e Catherine Dyer foram escalados para o filme. Em 14 de outubro de 2021, Mike Pniewski, Thad Luckinbill, Sky Ferreira, James Devoti e Michael Beasley foram escalados.

### Filmagens
Em 15 de agosto de 2021, as filmagens começaram em Atlanta, Geórgia.

### Trilha sonora
A trilha sonora do filme foi composta por Yair Elazar Glotman, com participação de Arca.

## Lançamento
A estreia do filme aconteceu no Festival Internacional de Cinema de Toronto em 7 de setembro de 2023. A produção estava originalmente programada para ser distribuída mundialmente pela Netflix em 6 de outubro de 2023, mas devido ao seu lançamento limitado em cinemas selecionados nos Estados Unidos em 22 de setembro de 2023, foi lançada na plataforma em 29 de setembro.

## Recepção
Em 10 de outubro de 2023, "Reptile" conquistou a primeira posição de filmes em língua inglesa mais assistidos em todo o mundo na Netflix, com 19,9 milhões de visualizações durante a semana. Em 15 de outubro de 2023, o filme ainda ocupava o primeiro lugar, com 14,2 milhões de visualizações. Em 19 de outubro de 2023, o The Wrap informou que, pela terceira semana consecutiva, "Reptile" foi a produção mais assistida de todos os filmes e programas de TV em qualquer serviço de streaming.
No Rotten Tomatoes, site agregador de críticas, 44% das 86 críticas do filme são positivas, com uma classificação média de 5,4/10. O consenso do site diz: "O forte desempenho de Benicio del Toro e Alicia Silverstone não é suficiente para compensar a história complicada e desanimadora de Reptile". O Metacritic, que utiliza uma média ponderada, atribuiu ao filme 52/100 pontos baseados em 23 críticas, indicando críticas "mistas ou medianas".